# Le Cyclop
Pour les articles homonymes, voir Cyclope (homonymie).
Le Cyclop, également connu sous le titre Le Monstre ou La Tête, est une sculpture monumentale construite dans le bois de Milly entre 1969 et 1994 par le sculpteur suisse Jean Tinguely en collaboration avec Niki de Saint Phalle et avec les contributions d'artistes de sa « famille artistique » : Daniel Spoerri, Jean-Pierre Raynaud, Eva Aeppli, César, Arman et d'autres, une quinzaine environ.
L’œuvre est située dans le bois des Pauvres à Milly-la-Forêt, en Ile-de-France.

## Description
Le Cyclop, sculpture faite de béton et de fer, mesure vingt-deux mètres de haut et pèse autour de trois cents tonnes.
Il s’agit d’une tête à l’aspect d’un cyclope. Le monstre possède un œil unique. D'une bouche béante au centre de la figure, sort une immense langue-toboggan qui retombe au sein d’un petit bassin rempli d’eau.
Au départ, Le Cyclop a un visage humain. Un modèle daté de 1970, réalisé par Jean Tinguely et Niki de Saint Phalle, permet de comprendre l’évolution artistique du projet. Il présente une tête avec deux yeux. La maquette permet également de remarquer l’importance de la couleur initialement prévue : le visage est jaune, les yeux de différentes couleurs et les lèvres rouges. Cela rappelle les Nanas très vives de Niki de Saint Phalle. Finalement, l’artiste ne fera pas le choix de la couleur. À partir de 1987, Niki de Saint Phalle commence à tapisser la face de milliers de petits miroirs. En 1991, la surface est entièrement « miroitée ». Le choix des miroirs permet de refléter la forêt et ainsi ancrer l’œuvre dans son contexte environnemental. Imbriqués dans la sculpture, quatre chênes centenaires font partie intégrante de l’œuvre.
Sur le côté droit du Cyclop est visible l’Oreille du monstre. Cette composante de la sculpture est réalisée par le sculpteur suisse Bernhard Luginbühl. L’Oreille oscille lorsque le système interne de la sculpture-architecture est activé.
L’entrée principale se situe au dos du Cyclop. Elle est accessible par une porte, très lourde, imaginée par Luginbühl. La porte, de forme ronde, est constituée de puissantes cornières de fer croisées à angle droit.
Au-dessus de cette entrée est visible un gros tuyau. Il s’agit d’un conduit d’aération du Centre Pompidou que Pontus Hultén a donné à Tinguely.
L’intérieur de la sculpture-architecture se compose de quatre niveaux. Le premier étage possède un carrelage en damiers noir et blanc réalisé par Niki de Saint Phalle en 1992. Cela rappelle notamment le drapeau à damier des circuits automobiles que Jean Tinguely affectionnait. Au deuxième étage, Jean Tinguely a construit une machine issue de sa série des Méta-Harmonie (œuvres gigantesques composées de roues de tailles diverses mises en mouvement par des moteurs). La Méta-Harmonie est l’organe d’où part toute l’animation de la sculpture. L’œuvre active un circuit dans lequel tombent des boules en inox de 35 cm de diamètre qui parcourent toute l’architecture. Cet immense rouage entraîne le mouvement des différents éléments mobiles du Cyclop (Oreille, sièges du théâtre). L’ensemble crée un son sourd et retenu, rehaussé de coups plus stridents. Enfin, au troisième étage, un petit théâtre a été installé.

## Histoire

### Projets précédents
Dans une interview datée de 1966, Jean Tinguely avoue avoir réfléchi à une réponse valable à l’intégration des Arts Plastiques dans l’architecture :

« C’est une grande sculpture dans laquelle les gens circulent. Mais elle n’est pas utopique. Je ne veux pas la faire fonctionner sous la merveilleuse rubrique de Sculpture-Utopique […] Je veux la faire – et je suis en train de la faire… je veux dire directement, en prise directe ce n’est pas une utopie... j’ai fait beaucoup de maquettes, beaucoup de dessins. – et un de ces jours, je vais tout enclencher, ça sera dans la vie… »

Pontus Hultén revient sur l’origine de la volonté de Jean Tinguely de créer une énorme construction ouverte à toutes disciplines :

« Depuis son séjour à Stockholm en 1955, Tinguely a souvent discuté avec moi d’un projet de construction géante, à réaliser par plusieurs artistes travaillant en commun dans un bâtiment ou en plein air. »

Deux projets ont notamment précédé Le Cyclop.
En 1964, Jean Tinguely imagine un projet intitulé Lunatour. L’artiste souhaitait construire un immense immeuble qui abriterait des attractions foraines (grande roue et manèges), des boutiques ainsi qu’un restaurant. L’artiste voulait l’installer porte Maillot, à Paris. Cela aurait été une réponse à la fermeture du parc d’attractions Lunapark qui se situait à cet emplacement.
En 1968, Jean Tinguely réédite son projet. Accompagné de Bernhard Luginbühl, il envisage une structure qu’il intitule Gigantoleum. Il la définit comme une station culturelle. Les deux artistes lancent un appel d'offres afin d’obtenir des financements. Cet appel permet d’avoir connaissance de l’aspect formel du projet. La station culturelle abriterait notamment un snack-bar, un mini-cinéma permanent projetant des burlesques, un champ de tir, un labyrinthe tactile, le plus grand toboggan du monde, des expositions d’art, d’autres endroits seront réservés au beat et au jazz.
Ces deux projets, précédant Le Cyclop, ne verront pourtant jamais le jour faute d’aide financière.

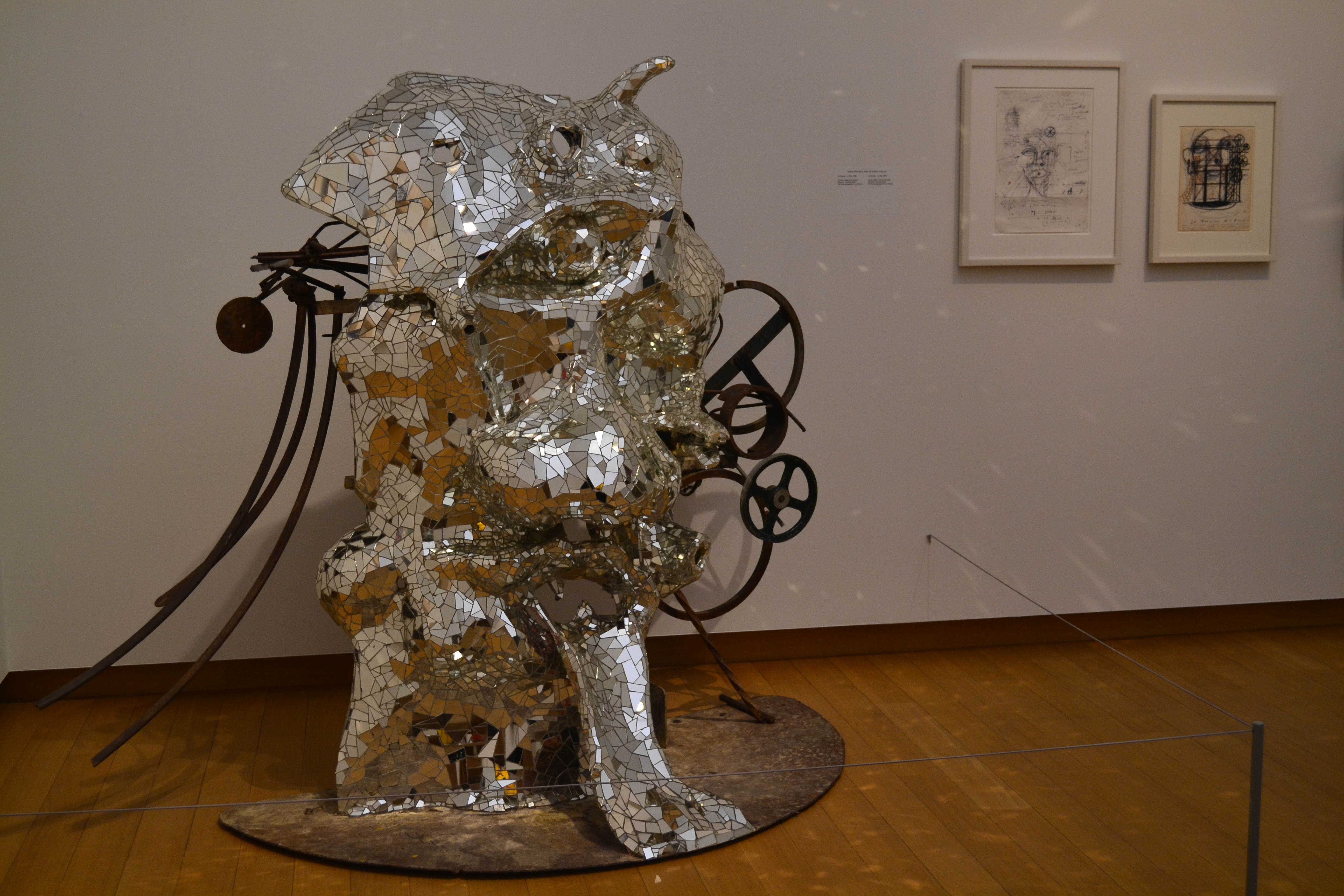
Le Cyclop, 1970, sculpture en modèle réduit de l'original en forêt de Milly exposée au musée Tinguely de Bâle.

### Influences

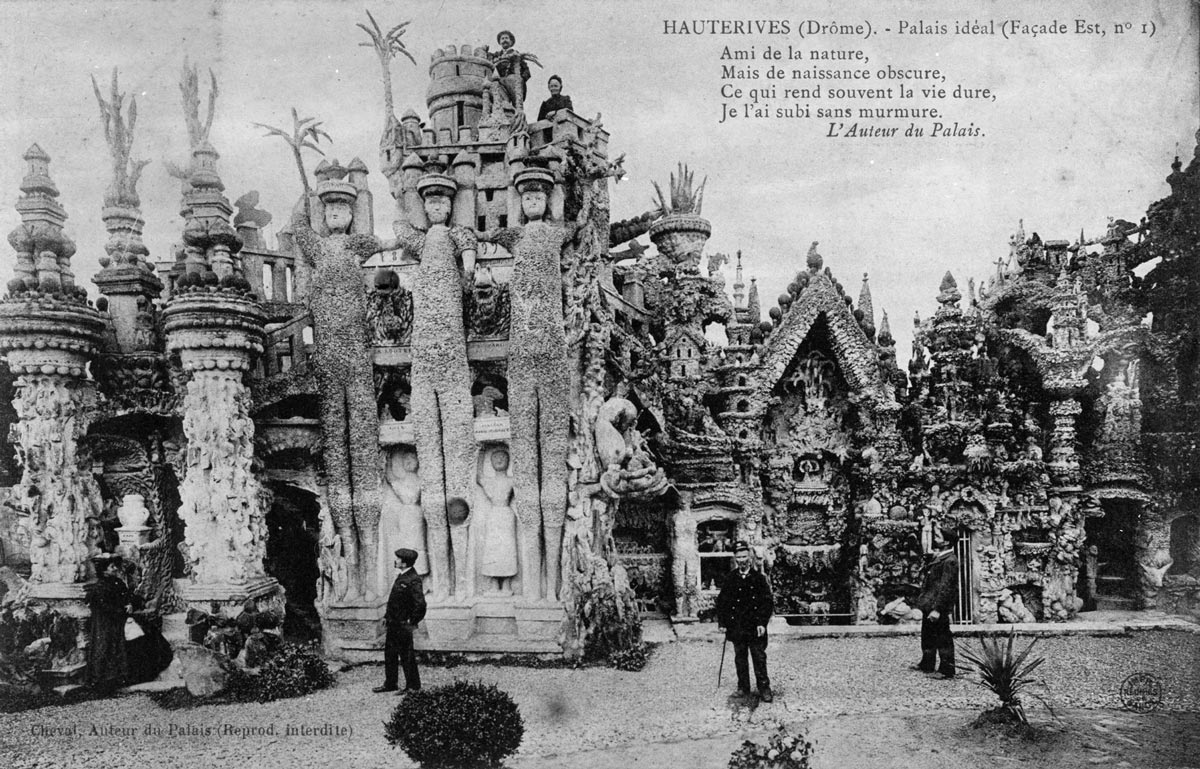
Le Palais Idéal du Facteur Cheval, à Hauterives (France).

Le Cyclop se nourrit également de réalisations créées par des artistes antérieurs.
Niki de Saint Phalle fait découvrir à Jean Tinguely le Facteur Cheval. À la suite de la visite de son Palais idéal, à Hauterives, dans la Drôme, Jean Tinguely reconnaît que « le facteur Cheval a fait son Palais idéal tout seul. Il a travaillé trente-huit ans à peu près… c’est une personnalité que je considèrerai comme un Saint. »
D’autres réalisations l’ont également stimulé : les jardins de Bomarzo, en Italie, la Sagrada Familia et le parc Gaudi, à Barcelone ou encore les Watts Towers de Simon Rodia, près de Los Angeles. Toutes ces réalisations étaient connues de l’artiste qui les avait visitées.

### Réalisation
La construction a pris de nombreuses années.
Tout d’abord, la question du terrain s’est posée. La volonté initiale de l’artiste était d’installer sa construction dans un pays lointain isolé de la civilisation. Il souhaitait l’introduire dans « des régions peu peuplées où existaient encore des terrains vierges tels la Sicile, les Pouilles, le Sud de la France ou l’Afrique du Nord ».
Finalement, le terrain se situera au sud de Paris pour des raisons pratiques. Cela facilite l’accès pour les collaborateurs. En outre, le choix du lieu est lié à la vie de Jean Tinguely. Depuis 1963, l’artiste a acheté avec Niki de Saint Phalle l’ancien bar-dancing « Au Cheval blanc » situé à Soisy-sur-École. Le couple possède également une ancienne commanderie des Templiers à Dannemois qui leur servait d’atelier.
Niki de Saint Phalle se rappelle le contexte d’achat du terrain :

« Nous avions peu d’argent. Comment acheter un terrain ? L’idée nous est venue des bois près de Milly-la-Forêt, à côté de là où on habitait. On n’a pas le droit de construire, donc les terrains se vendent pour presque rien. Nous avons été voir le maire de Milly-la-Forêt […] Il nous conseilla de ne demander aucune permission officielle, car elle serait automatiquement refusée, mais de commencer en douce et lui fermerait les yeux.[..] Une fois qu’on avait acheté le terrain, on a décidé qu’on ne voulait pas être propriétaires, puisque nous allions demander à d’autres artistes de participer […] Jean pensa que ce serait une bonne idée de donner le terrain à la personne la plus riche que nous connaissions. Nous avons pensé tout de suite à notre grand ami Jean de Menil. Il était d’accord et a même ajouté un petit bout de terrain qu’il a acheté. Aujourd’hui, Dominique de Menil a donné le terrain à la France. »

Le Cyclop sera construit de manière continue durant la carrière de l’artiste. De 1969 à 1994, Jean Tinguely et ses amis artistes réalisent l’ensemble des gros travaux.
En juillet 1970, Jean Tinguely engage Seppi Imhof en tant que soudeur professionnel à la suite d'une petite annonce que l’artiste avait déposée dans le journal de Berne. Seppi Imhof contribuera par la suite à de nombreux projets artistiques de Jean Tinguely en tant qu’assistant.
Une autre période importante dans la réalisation du Cyclop se situe, quant à elle, au début des années 1980. Virginie Canal dans son ouvrage Le Cyclop note que l’œuvre doit faire face à « plusieurs incidents et cas de vandalisme, ce qui empêche l’avancée des travaux ».
Niki de Saint Phalle se souvient également de cette époque : « Des voyous du coin avaient découvert la Tête, c’était leur fief. Une longue lutte entre Jean et eux était amorcée ».
Dans une interview donnée en 1991, Jean Tinguely souligne les solutions envisagées pour répondre à ces agressions :

« J’ai donné l’ordre : on va bétonner, on va planter des mauvaises herbes. On va angkorvatiser, comme au Cambodge. J’ai mis dans la Tête des poches de terre pour que les mauvaises herbes puissent pousser. On voulait tout bétonner et faire une entrée secrète par en dessous. »

Une des solutions envisagées à l’époque est de transporter Le Cyclop dans le parc de Saint-Cloud. En 1984, Jean Tinguely et Seppi Imhof réalisent un plan détaillé afin de démonter, transporter et remonter correctement la sculpture.
Le Cyclop est finalement donné à l’État français. En 1987, l’œuvre est confiée à l’État en contrepartie de sa conservation. Il est décidé, que lorsque l’œuvre sera terminée, elle sera ouverte au public. En 1994, les premiers publics peuvent y entrer.

## Caractéristiques

### Collaboration
Le Cyclop est un travail monumental qui a nécessité la collaboration de plusieurs intervenants.
Le chantier de la sculpture est animé par quatre artistes en plus de Jean Tinguely : Niki de Saint Phalle, Bernhard Luginbühl ainsi que les deux assistants de l’artiste, Rico Weber et Seppi Imhof. Il s’agit d’une entreprise collective où chacun des artistes sollicités pouvait créer sans trop tenir compte de ce que feraient les autres.
La Tête, en plus d’être une sculpture, est un musée. Sur les trois niveaux, Tinguely « aménage des espaces idéaux pour des œuvres commandées à ses amis ». À l’intérieur de la sculpture-architecture est visible une vingtaine d’œuvres d’artistes de la seconde moitié du XXe siècle.

## Liste des œuvres exposées auCyclop

### Rez-de-chaussée et extérieur
- Le tableau générique, Philippe Bouveret, 1994, FNAC 95419 (4).
- La Grande compression, César, 1994, FNAC 95419 (6-1).
- La Petite Compression, César, 1994, FNAC 95419 (6-2).
- Hommage à Eiffel, Bernhard Luginbühl, 1971, FNAC 95419 (33).
- L'Oreille, Bernhard Luginbühl, 1974, FNAC 95419 (18).
- Boss Tor, Bernhard Luginbühl, 1974–1975, FNAC 95419 (16-1).
- Hommage à Louise Nevelson, Bernhard Luginbühl, 1978, FNAC 95419 (16-2).
- La Jauge, Jean-Pierre Raynaud, 1990, FNAC 95419 (20).
- La Face aux miroirs, Niki de Saint Phalle, 1987–1991, FNAC 95419 (7).
- La Méta-Maxi, Jean Tinguely, 1972, FNAC 95419 (30).
- La Tour éphémère, Jean Tinguely, 1974, FNAC 95419 (29).
- La Dégringolade, Jean Tinguely, 1976, FNAC 95419 (14).
- La Broyeuse de chocolat, sous-titre : Hommage à Marcel Duchamp, Jean Tinguely, 1977, installée au Cyclop en 1978, FNAC 95419 (11).
- Les Gisants, Rico Weber, 1978, installés au Cyclop en 1993, FNAC 95419 (27).

### Premier niveau
- Le Tellflipper, sous-titre : Hommage à Guillaume Tell, Bernhard Luginbühl, 1978, FNAC 95419 (17).
- Le Carrelage au damier, sous-titre : Hommage à la course automobile, Niki de Saint Phalle, vers 1993, FNAC 95419 (31).
- La Batterie, Jean Tinguely, 1976, FNAC 95419 (26).
- La Molécule RU-486, sous-titre : Hommage à Étienne-Émile Baulieu, Jean Tinguely, vers 1993, FNAC 95419 (3).
- Le Tableau électrique, Rico Weber, vers 1994, FNAC 95419 (28).

### Deuxième niveau
- L'Accumulation de gants, Arman, 1992, FNAC 95419 (2).
- La Tour Imhof, Seppi Imhof, 1972, FNAC 95419 (13).
- La Colonne, Niki de Saint Phalle, vers 1993, FNAC 95419 (8).
- Le Pénétrable sonore, Jesús Rafael Soto, 1972, installé au Cyclop en 1993, FNAC 95419 (22).
- Restaurant Spoerri, Daniel Spoerri, vers 1994, FNAC 95419 (23).
- La Méta-Harmonie, Jean Tinguely, 1981, FNAC 95419 (25).
- L'Incitation au suicide, Jean Tinguely et Niki de Saint Phalle, 1978, FNAC 95419 (9).

### Troisième niveau
- Le Siège-Rameur du Petit Théâtre, Pierre Marie Lejeune, vers 1993, FNAC 95419 (15).
- Piccolo Museo, Giovanni Battista Podestà, vers 1993, FNAC 95419 (19-1) à (19-7).
- Hommage à Mai-68, Larry Rivers, 1993–1994, FNAC 95419 (21-1) à (21-9).
- Le Banc, Niki de Saint Phalle, 1994, FNAC 95419 (10).
- La Chambre renversée de l'hôtel de l'Etoile, Daniel Spoerri, vers 1975, FNAC 95419 (24).
- Le Méta-Merzbau, sous-titre : Hommage à Kurt Schwitters, Jean Tinguely, 1976, FNAC 95419 (12).
- Les Sièges du Petit Théâtre, Jean Tinguely, 1981, FNAC 95419 (5-2).
- Le Petit Théâtre, Jean Tinguely, collaborateur : Philippe Bouveret, FNAC 95419 (5-1).

### Quatrième niveau
- Hommage aux déportés, Éva Aeppli, 1976, FNAC 95419 (1).
- Hommage à Yves Klein, Jean Tinguely, 1976, FNAC 95419 (26).

### Hommages
À l’intérieur du Cyclop, Tinguely a souhaité rendre hommage aux artistes qui ont marqué sa carrière artistique. Le sculpteur suisse aime les autres artistes. Il aime leurs œuvres.
Le Cyclop présente ainsi trois œuvres de Tinguely dédiées à trois artistes majeurs du XXe siècle : Kurt Schwitters, Marcel Duchamp et Yves Klein.
Pour Tinguely, « Schwitters et Duchamp […] c’était l’esprit de la liberté, la joie d’entreprendre avec tout ». Yves Klein, quant à lui, fut l’un des amis intimes de l’artiste.
Au niveau du théâtre, Tinguely a réalisé un Méta-Merzbau. Par cette œuvre, il souhaite évoquer le Merzbau, œuvre de Schwitters, qui consistait en une construction habitable de dimension variable réalisée à partir d'objets trouvés. Tinguely a très tôt connaissance de cet artiste. Lors d’une interview de 1976, le sculpteur revient sur sa formation à l’École des Arts décoratifs de Bâle. Cet enseignement l’a profondément influencé. Il reconnaît que :

« C’était une révélation. En fait, ce fut un bienfait que d’être vidé de mon apprentissage de décorateur chez Globus, et de pouvoir profiter de cette incroyable révélation, pour moi […] Julia Ris, qui était prof, remplie de l’esprit du Bauhaus, me posait évidemment des problèmes, elle s’intéressait à moi dans ce sens qu’elle me demandait de temps en temps : Ah ! Vous connaissez Schwitters, vous ? Et je ne connaissais pas. Qui connaît Schwitters à dix-sept ans ? Et alors elle m’apportait des journaux, elle m’initiait. »

Au niveau de l’entrée du Cyclop, Tinguely a installé un ready-made. En référence à Marcel Duchamp, il s’agit d’une Broyeuse de chocolat.
Au sommet du Cyclop un grand bassin est rempli d’eau. Il s’agit de l’Hommage à Yves Klein. L’eau reflète le ciel bleu ce qui rappelle les Monochromes de Klein. Tinguely souhaitait réaliser une œuvre « digne de cet homme qui rêvait d’un art immatériel fait de sensibilité pure, lui qui affirmait volontiers que la Terre est plate et carrée, quitte à débattre la question toute une nuit […] une surface sobre et grandiose, projetée au-dessus du monde dans le salut d’un grand artiste à un autre […] ».

## Filmographie
- Le Cyclop de Jean Tinguely, réalisation d'Arné Steckmest, Artik Films production, 1996 [présentation en ligne].
- Le rêve de Jean : Une histoire du Cyclop, réalisation de Louise Faure et Anne Julien, 4A4 Films production, 2005 [présentation en ligne].